# Maurizio Dotti
Maurizio Dotti (Limbiate, Monza y Brianza, Italia, 10 de abril de 1958) es un dibujante de cómic, ilustrador y escenógrafo italiano.

## Biografía
Dotti se formó en el sector del diseño gráfico publicitario. En 1976 se produjo su debut como historietista en el estudio de Giancarlo Tenenti. En 1982 entró en el mundo del teatro de títeres en calidad de escenógrafo, actor y diseñador de vestuario; entre otros, colaboró con la compañía "Carlo Colla e figli". Como escenógrafo trabajó también en producciones de lírica y prosa. En los años 1990, volvió a la actividad de historietista ilustrando para Il Giornalino series como I magnifici sette, Lassie o A-Team.
En 1997, para la editorial Bonelli realizó un álbum especial de Zagor y los lápices (entintados por Alarico Gattia) de una historia de Tex, publicada en el Almanacco del West 1998. Posteriormente, pasó a dibujar otro cómic de la Bonelli, Dampyr, del que es uno de los autores más prolíficos. A partir de 2013 entró definitivamente a formar parte del equipo de Tex; actualmente, también es el portadista de Tex Willer, serie que trata de los años juveniles de este personaje. Además de cómics, Dotti desempeña la actividad de ilustrador de libros para chicos, con publicaciones para el mercado francés y neozelandés.